# Aéroport international Cassidy
Pour les articles homonymes, voir Cassidy.
Aéroport de l'île Christmas pour l'aéroport de l'Île Christmas en Australie
L'aéroport international Cassidy (en anglais, Cassidy International Airport (code IATA : CXI • code OACI : PLCH) est un aéroport situé au nord de Banana (en) sur l'île Christmas.
Cassidy est desservi hebdomadairement par Fiji Airways depuis l'aéroport international de Nadi, avec un vol qui se poursuit jusqu'à Honolulu (Hawaï) et retour.
À l'occasion des vacances scolaires (décembre-février), Air Kiribati organise depuis 2017 des vols charters directs entre l'aéroport international de Bonriki et Christmas.
Il a été construit pendant la Seconde Guerre mondiale par l'United States Army Air Forces.

## Situation
| Abaiang Abemama Aranuka Arorae Beru Bonriki Butaritari Canton Cassidy Kuria Maiana Makin Nonouti Tabiteuea-Nord Tabiteuea-Sud Tamana Teraina Tabuaeran Marakei Nikunau |